# Aeroport de Kōbe
L'Aeroport de Kōbe (japonès: 神戸空港, Kōbe Kūkō) (codi IATA: UKB, codi OACI: RJBE) és un aeroport situat en una illa artificial a la costa de la ciutat de Kōbe, a la prefectura de Hyōgo del Japó. Va ser inaugurat el 16 de febrer de 2006.
Principalment rep vols domèstics, però també pot acomodar vols xàrter internacionals. És un dels aeroports que dona servei a la regió de Kansai, juntament amb els més coneguts Aeroport Internacional d'Ōsaka (o d'Itami) i l'Aeroport Internacional de Kansai (o Kanku).